# 황지호
황지호(1995년 5월 8일 ~ )는 대한민국의 뮤지컬 배우다. 2022년 뮤지컬 'Miss Saigon'으로 데뷔했다.

## 방송
- 팬텀싱어 4 (2023) - Top74

## 공연
- Miss Saigon (2022)
- The King and I (2022)